# Emma Nicholson
Emma Harriet Nicholson, Baronesa de Winterbourne (n. 16 octombrie 1941, Oxford, Anglia) este o politiciană din Regatul Unit.  Nicholson este membră liberal-democrată a Camerei Lorzilor și a reprezentat în Parlamentul European Anglia de Sud-Est (1999–2009). De asemenea, Nicholson a fost raportorul Uniunii Europene pentru România între 2000 și 2004.

## Biografie
În perioada 1962-1974 a fost programator și analist de sisteme.  
În 1974, a devenit director al organizației Save the Children UK, poziție pe care a deținut-o până în 1985.
În 1979, Nicholson s-a înscris ca candidat în Parlament pentru circumscripția Blyth, iar în 1987 a devenit deputat pentru circumscripția West Devon și Torridge, poziție pe care a deținut-o până în 1997. 
În decembrie 1995, Nicholson s-a alăturat Partidului Liberal Democrat.
În timpul carierei sale politice, Nicholson a lucrat ca secretar parlamentar personal al ministrului de interne, în cadrul Departamentului pentru agricultură, pescuit și alimentație și al Trezoreriei.
Unul dintre momentele notabile ale carierei sale a fost lupta pentru eliberarea lui Katiza Chebehulu, "martorul dispărut" în cazul morții lui Stompy Sapey. Nicholson s-a implicat în acest caz deoarece Chebehulu a făcut parte din așa-numitul club de fotbal Mandela United, gărzile de corp ale lui Winnie Mandela.
În plus, Nicholson s-a pronunțat adesea împotriva problemelor LGBT și a votat împotriva căsătoriilor între persoane de același sex, argumentând că acestea ar putea degrada "statutul femeilor și al fetelor".

## Parlamentul European
Emma Nicholson a continuat activitatea sa politică și în cadrul Parlamentului European, unde s-a alăturat Comisiei pentru afaceri externe. Între 2004 și 2007, a fost vicepreședinte al acestei comisii.
De asemenea, Nicholson a fost copreședintă a Comisiei pentru drepturile femeii din cadrul Adunării Parlamentare Euro-Mediteraneene și a fost membră a delegațiilor pentru relațiile cu Iranul și cu țările din Mashrek.
Pe parcursul carierei sale, Nicholson a fost o opozantă a adopției internaționale și a fost raportor pentru Irak și România.
În plus, Nicholson a fost implicată în misiuni de observare a alegerilor în diferite țări, în calitate de observator șef al misiunii de observare a alegerilor din Yemen în 2006 și membru al misiunilor de observare a alegerilor din Palestina (2005), Azerbaidjan (2005), Liban (2005 și 2009), Afganistan (2005), Armenia (2007) și Pakistan (2008).

## Camera Lorzilor
După o pauză de câțiva ani, Emma Nicholson și-a reluat activitatea politică în 2009, când a revenit în Camera Lorzilor. În februarie 2010, a înființat Grupul parlamentar pentru dezvoltarea economică a Irakului și a regiunilor apropiate în Parlamentul britanic.
Nicholson a fost, de asemenea, membră a Grupului parlamentar pentru combaterea traficului de ființe umane și a Grupului parlamentar pentru afaceri externe.
În calitate de membră a Camerei Lorzilor, Nicholson a ridicat probleme importante cu privire la dezvoltarea economică și sănătatea în Orientul Mijlociu și în Europa de Est.

## Alte activități
A fost director director executiv al Fundației AMAR, care se ocupă de reconstrucția vieților în regiunile afectate de război.
De asemenea, Nicholson a fost membru al Consiliului pentru Orientul Mijlociu și Africa al Asociației Baroului American și a ocupat poziția de vicepreședinte de onoare al Booker Prize.